# The Rolling Stones 1st British Tour 1964
The Rolling Stones 1st British Tour 1964 – druga trasa koncertowa i pierwsza z sześciu tras odbytych w 1964 roku przez grupę The Rolling Stones.

## The Rolling Stones
- Mick Jagger – wokal prowadzący, harmonijka
- Keith Richards – gitara, wokal wspierający
- Brian Jones – gitara, harmonijka, wokal wspierający
- Bill Wyman – gitara basowa, wokal wspierający
- Charlie Watts – perkusja

## Lista koncertów
| Data                        | Miasto             | Kraj   | Miejsce                           |
| --------------------------- | ------------------ | ------ | --------------------------------- |
| 6 stycznia 1964 2 koncerty  | Harrow on the Hill | Anglia | Granada Theatre                   |
| 7 stycznia 1964 2 koncerty  | Slough             | Anglia | Adelphi Theatre                   |
| 8 stycznia 1964 2 koncerty  | Maidstone          | Anglia | Granada Theatre                   |
| 9 stycznia 1964 2 koncerty  | Kettering          | Anglia | Granada Theatre                   |
| 10 stycznia 1964 2 koncerty | Walthamstow        | Anglia | Granada Theatre                   |
| 12 stycznia 1964 2 koncerty | Tooting            | Anglia | Granada Theatre                   |
| 14 stycznia 1964 2 koncerty | Mansfield          | Anglia | Granada Theatre                   |
| 15 stycznia 1964 2 koncerty | Bedford            | Anglia | Granada Theatre                   |
| 19 stycznia 1964 2 koncerty | Coventry           | Anglia | Coventry Theatre                  |
| 20 stycznia 1964 2 koncerty | Woolwich           | Anglia | Granada Theatre                   |
| 21 stycznia 1964 2 koncerty | Aylesbury          | Anglia | Granada Theatre bez Briana Jonesa |
| 22 stycznia 1964 2 koncerty | Shrewsbury         | Anglia | Granada Theatre                   |
| 26 stycznia 1964 2 koncerty | Leicester          | Anglia | De Montfort Hall                  |
| 27 stycznia 1964 2 koncerty | Bristol            | Anglia | Colston Hall                      |